# Colonna idraulica

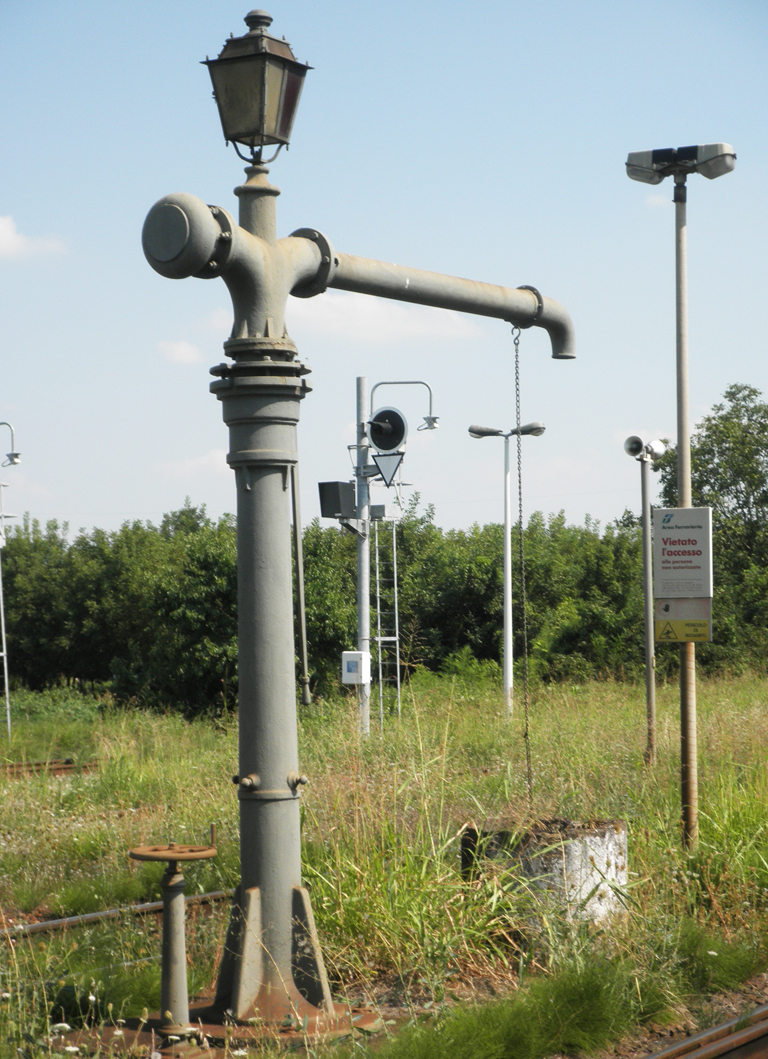
Colonna idraulica.

La colonna idraulica di un impianto ferroviario è un dispositivo destinato a rifornire d'acqua i tender delle locomotive a vapore. In casi speciali viene usato anche per rifornire carri serbatoio o altri recipienti. Nell'Ottocento era chiamata anche gru idraulica ordinaria.

## Descrizione

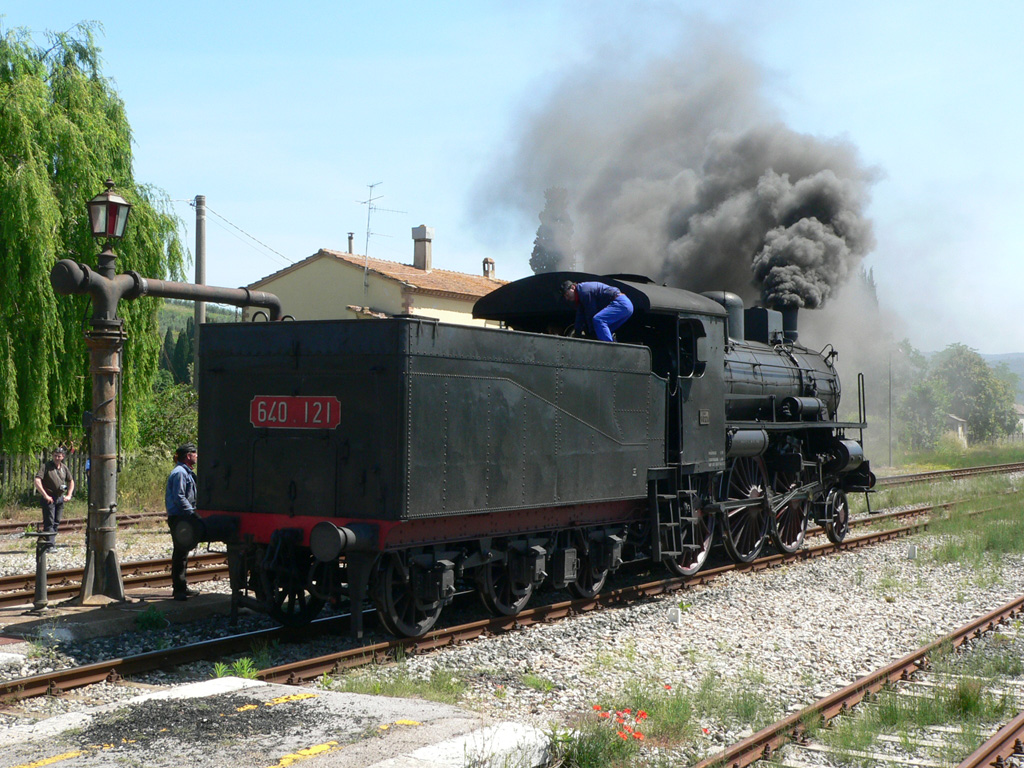
Stazione di Monte Antico, 13 maggio 2007. Una colonna idraulica rifornisce di acqua il tender della locomotiva FS 640.121

La colonna idraulica è posta nelle località di origine o di sosta dei treni con trazione a vapore, accanto a un binario di sosta di un deposito locomotive o di una stazione ferroviaria, e anche in particolari punti di una linea ferroviaria come l'inizio di una lunga tratta in ascesa.
Essa è composta di una parte verticale a struttura tubolare fissa e da un braccio girevole che termina con un raccordo curvo verso il basso e rastremato per convogliare l'acqua verso le bocche di presa dei serbatoi dei veicoli da rifornire. Sulla pavimentazione c'è un rubinetto a saracinesca, azionato da un volantino. Di solito in cima è presente un dispositivo luminoso di segnalamento che indica la posizione, dato che il braccio aperto interferisce con la sagoma limite dei treni.
Una colonna idraulica è tradizionalmente costruita in ghisa, ma può anche essere costituita da tubi di acciaio flangiati.
Sulla rete delle Ferrovie dello Stato i posti di rifornimento dell'acqua erano a una distanza media di 25 km l'uno dall'altro.

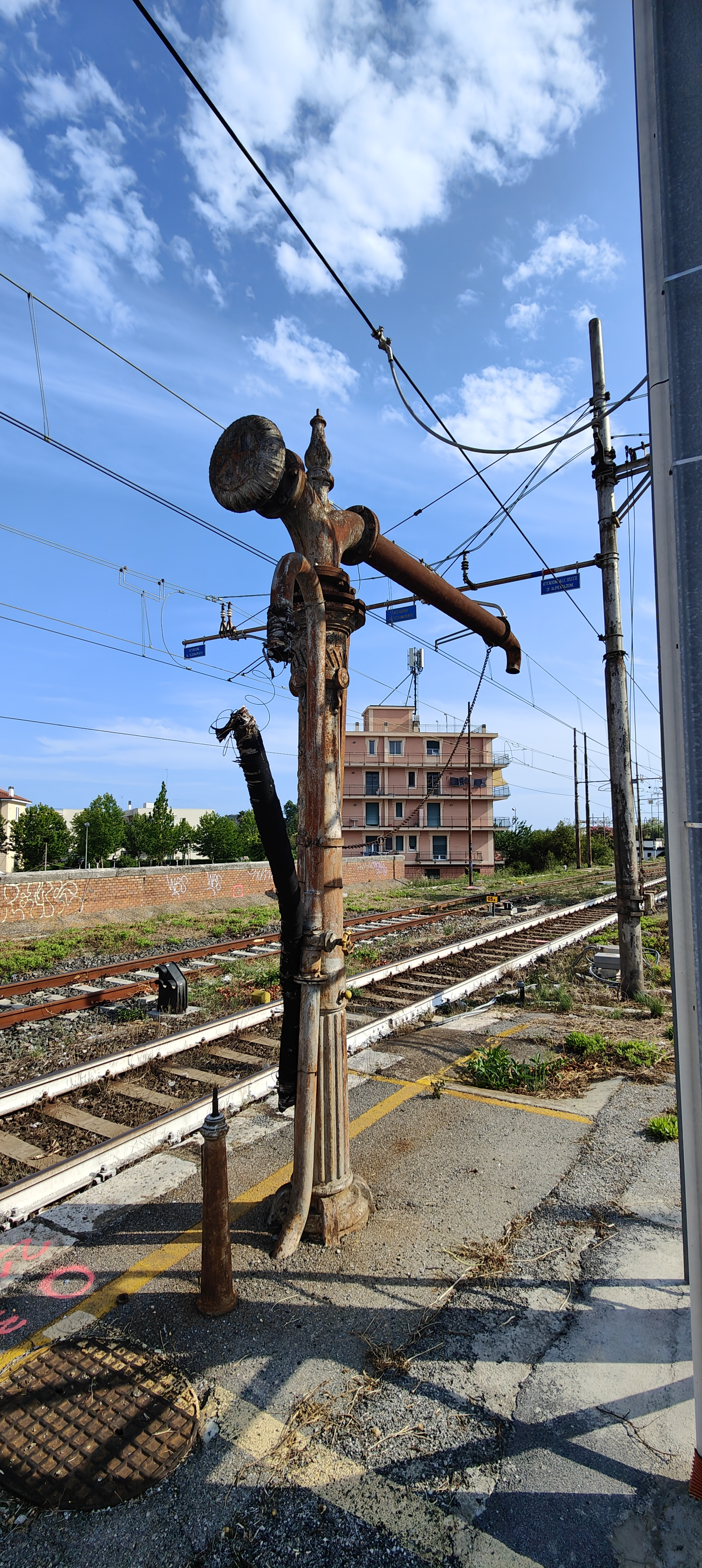
Colonna idraulica ancora in buono stato nonostante l'età ad Albenga